# 威廉·查尔斯·雷德菲尔德
威廉·查尔斯·雷德菲尔德（英語：William Charles Redfield，1789年3月26日—1857年2月12日）是一位美国气象学家和古生物学家，1843年-1848年为第一任美国科学促进会主席，1844年当选美國哲學會会士，1845年当选美国文理科学院院士。